# Simona Dyankova
Simona Dyankova (em búlgaro:  Симона Дянова Дянкова; Varna, 7 de dezembro de 1994) é uma ginasta búlgara, campeã olímpica.

## Carreira
Dyankova conquistou a medalha de ouro nos Jogos Olímpicos de Verão de 2020 em Tóquio na prova feminina por equipes da ginástica rítmica, ao lado de Stefani Kiryakova, Madlen Radukanova, Laura Traets e Erika Zafirova, com um total de 92.100 pontos na sua performance.